# Linka 15 (metro v Paříži)

Linka v plánované síti Grand Paris Express

Linka 15 je zamýšlená linka pařížského metra ve zdejší aglomeraci jako jedna z větví plánovaného projektu Grand Paris Express. Její postupné zprovoznění je plánováno na období 2020–2030. Po úplném dokončení bude linka vytvářet okruh kolem celé Paříže v délce 75 km, bude procházet 36 obcemi v departementech Hauts-de-Seine, Val-de-Marne a Seine-Saint-Denis a bude mít 36 stanic. Linka bude v systému MHD značená červenou barvou.

## Historie projektu
Linka 15 je velmi podobná projektu Métrophérique, který roku 2006 vyhlásil RATP. Nová linka byla zahrnuta do projektu Grand Paris týkající se reformy pařížské aglomerace, kterou vyhlásil prezident Nicolas Sarkozy v roce 2009.

## Plány
- 2015: zahájení prací na části jižní větev ze stanice Pont de Sèvres do Noisy – Champs
- 2020: zprovoznění části jižní větev ze stanice Pont de Sèvres do Noisy – Champs
- 2020: zahájení prací na části severní větev ze stanice Pont de Sèvres do Nanterre a ze stanice Saint-Denis Pleyel do Rosny-Bois-Perrier
- 2025: zprovoznění části severní větev ze stanice Pont de Sèvres do Nanterre a ze stanice Saint-Denis Pleyel do Rosny-Bois-Perrier
- 2025: zahájení prací na části severní větev z Nanterre do Saint-Denis Pleyel přes La Défense
- 2030: zprovoznění části severní větev z Nanterre do Saint-Denis Pleyel přes La Défense
- 2030: zprovoznění části severní větev ze stanice Rosny-sous-Bois do Champigny Centre[2]

## Technické parametry
Vlaky budou dlouhé 108 m a tvořené šesti průchozími vagóny, jejich kapacita bude až 960 cestujících (při hustotě čtyři osoby na metr čtvereční). Teoretická kapacita při ranní špičce by měla být 34 560 cestujících za hodinu. Vlaky budou mít plně automatizované řízení. Jejich maximální rychlost bude 120 km/h, ale cestovní rychlost se odhaduje na 55 km/h.

## Seznam plánovaných stanic
| Linka 15 jižní sekce (do 2020)      | Linka 15 jižní sekce (do 2020)                       | Linka 15 jižní sekce (do 2020) |
| Stanice                             | Obec                                                 | Přestup                        |
| ----------------------------------- | ---------------------------------------------------- | ------------------------------ |
| Noisy – Champs                      | Noisy-le-Grand Champs-sur-Marne                      |                                |
| Bry-Villiers-Champigny              | Bry-sur-Marne Villiers-sur-Marne Champigny-sur-Marne |                                |
| Champigny Centre                    | Champigny-sur-Marne                                  |                                |
| Saint-Maur – Créteil                | Saint-Maur-des-Fossés Créteil                        |                                |
| Créteil – L'Échat                   | Créteil                                              |                                |
| Le Vert de Maisons                  | Maisons-Alfort Alfortville                           |                                |
| Les Ardoines                        | Vitry-sur-Seine                                      |                                |
| Vitry Centre                        | Vitry-sur-Seine                                      |                                |
| Villejuif – Louis Aragon            | Villejuif                                            |                                |
| Villejuif – Institut Gustave-Roussy | Villejuif                                            |                                |
| Arcueil – Cachan                    | Cachan                                               |                                |
| Bagneux – Lucie Aubrac              | Bagneux                                              |                                |
| Châtillon – Montrouge               | Châtillon Montrouge                                  |                                |
| Fort d'Issy – Vanves – Clamart      | Issy-les-Moulineaux Vanves Clamart                   |                                |
| Issy RER                            | Issy-les-Moulineaux                                  |                                |
| Pont de Sèvres                      | Boulogne-Billancourt                                 |                                |

| Linka 15 západní sekce (2025-2027) | Linka 15 západní sekce (2025-2027) | Linka 15 západní sekce (2025-2027) |
| Stanice                            | Obec                               | Přestup                            |
| ---------------------------------- | ---------------------------------- | ---------------------------------- |
| Pont de Sèvres                     | Boulogne-Billancourt               |                                    |
| Saint-Cloud                        | Saint-Cloud                        |                                    |
| Rueil – Suresnes–Mont Valérien     | Rueil-Malmaison                    |                                    |
| Nanterre La Boule                  | Nanterre                           |                                    |
| Nanterre La Folie                  | Nanterre                           |                                    |
| La Défense                         | Puteaux                            |                                    |
| Bécon-les-Bruyères                 | Courbevoie                         |                                    |
| Bois-Colombes                      | Bois-Colombes                      |                                    |
| Les Agnettes                       | Gennevilliers Asnières-sur-Seine   |                                    |
| Les Grésillons                     | Gennevilliers                      |                                    |
| Saint-Denis Pleyel                 | Saint-Denis                        |                                    |

| Linka 15 východní sekce (2025-2030) | Linka 15 východní sekce (2025-2030) | Linka 15 východní sekce (2025-2030) |
| Stanice                             | Obec                                | Přestup                             |
| ----------------------------------- | ----------------------------------- | ----------------------------------- |
| Saint-Denis Pleyel                  | Saint-Denis                         |                                     |
| Stade de France                     | Saint-Denis                         |                                     |
| Mairie d'Aubervilliers              | Aubervilliers                       |                                     |
| Fort d'Aubervilliers                | Aubervilliers                       |                                     |
| Drancy – Bobigny                    | Bobigny Drancy                      |                                     |
| Bobigny – Pablo Picasso             | Bobigny                             |                                     |
| Pont de Bondy                       | Bondy                               |                                     |
| Bondy                               | Bondy                               |                                     |
| Rosny-Bois-Perrier                  | Rosny-sous-Bois                     |                                     |
| Val de Fontenay                     | Fontenay-sous-Bois                  |                                     |
| Nogent Le Perreux                   | Nogent-sur-Marne                    |                                     |
| Champigny Centre                    | Champigny-sur-Marne                 |                                     |